# Формула 1 — сезона 1999
50. сезона Формуле 1 је одржана 1999. године од 7. марта до 31. октобра. Вожено је 16 трка. У сезону је ушла потпуно нова трка, Велика награда Малезије. Мика Хeкинен је освојио наслов првака иако су Еди Ирвајн, Дејвид Култард и Хајнц-Харалд Френцен ималу прилику да га освоје. Ферари је освојио конструкторски наслов првака, најавивши Шумахерову еру на почетку новог века. Шумахер је сломио ногу у удесу на ВН Британије, те није возио 6 трка. Вратио се на последње две трке како би помогао Ирвину у његовој шампионској намери. 

## Ток сезоне
Финале шампионата је обележила контроверзна ситуација. На првој Великој награди Малезије, Ферари је заузео прво и друго место, али је дисквалификован због кршења техничких прописа. Након жалбе, враћени су на првобитна места, што је осигурало Ирвину да узме титулу пре последње трке у Јапану. 
Шумахер је узео пол, али је изгубио место на старту од Хекинена. Шумахер му није сметао за позицију упркос томе што је био испед њега целе трке. Да је Ферари заменио места возачима, Ирвин би и даље остао без титуле због Хекиненових пет победа у односу на Ирвинове четири. Ирвин је на крају завршио на трећем месту и није успео да постане први пут у каријери шампион. 
Сезона је била успешна за тимове Џордана и Стјуарта, при чему је Хајнц-Харалд завршио трећи у трци за титулу у Џордану, а Џони Херберт је освојио Стјуартову прву и једину победу на Великој награди Европе. У сезони је екипа Вилијамса остала и другу сезону заредом без победе, упркос неколико подијума које је освојио млади Ралф Шумахер, док Алесандро Занарди завршио сезону без бода. Бивши возач Вилијамса и светски првак из 1997. Жак Вилнев придружио се новом Бритиш Америка тиму и такође је завршио сезону без бодова, пошто се повукао са 12 од 16 трка.